# ソ連情報委員会
ソ連情報委員会（ソれんじょうほういいんかい、ロシア語: Комитет информации、略称：ロシア語: КИ）は、1947年から1953年まで存在したソビエト連邦の情報機関。軍部隊15618。当初はソ連閣僚会議附属機関、1949年からはソ連外務省附属機関。
ソ連国家保安省（MGB）と赤軍参謀本部情報総局（GRU）の対外諜報機関を一元的に管理するために設立された。

## 概要
アメリカ中央情報局（CIA）設立（1947年2月）に影響を受けたヴャチェスラフ・モロトフは、MGBとGRUの全対外諜報機関を1つの機関に統合することをヨシフ・スターリンに提案した。提案を受けて、1947年3月に情報委員会が設立され、1947年9月にはMGBとGRUの対外諜報部門が編入された。
初代議長にはモロトフ自身が任命され、事実上、ソ連の対外諜報機関は外務省の統制下に入ることとなった。世界各国の大使館には、MGBとGRUの両支局を監督する総支局長が任命された。委員会議長には、モロトフを始めとする諜報業務に不慣れな外交関係者が任命され、委員会の実務はMGB出身の副議長が担うこととなった。また、MGBとGRUの省庁間協力は、モロトフを経由しなければならず、かえって非効率なものとなった。
その結果、ソ連国防相ニコライ・ブルガーニンはモロトフと争い、1949年1月に全軍事諜報部門を取り戻すことに成功した。また、国家保安相ヴィクトル・アバクーモフも、ラヴレンチー・ベリヤに働きかけ、1948年末には人民民主主義諸国顧問局を、1949年にはロシア移民課を、1951年には暗号解読局を取り戻した。最終的に情報委員会には、分析機能しか残されず、存在意義を失った委員会は1953年に解散された。

## 歴代議長
- ヴャチェスラフ・モロトフ （1947年3月～1949年）
- アンドレイ・ヴィシンスキー （1949年～）
- ヤコフ・マリク （～）
- ワレリアン・ゾリン （～1953年）